# Guido Gonzaga
Guido Gonzaga († 22. September 1369 in Mantua) war ein italienischer Regent. Er war der älteste Sohn des Luigi I. Gonzaga und Herr von Mantua. Er war zwischen 1360 und 1369 der zweite Herrscher aus der Signoria der Gonzaga.
Er war in erster Ehe verheiratet mit Agnes Pico, Tochter des Francesco Pico von Mirandola, mit der er eine Tochter hatte: Beatrice Gonzaga, die am 21. Januar 1335 Niccolò I. d’Este († 1355) heiratete. Seine zweite Ehe mit Camilla Beccaria blieb ohne Nachkommen.
In dritter Ehe heiratete er Beatrice von Bari, Tochter des Grafen Odoardo, von der er drei Söhne bekam:
- Ugolino Gonzaga († (ermordet) 14. Oktober 1362) ⚭ 1340 Verde della Scala († 1340), ⚭ Emilia della Gherardesca († 1349), ⚭ 1358 Caterina Visconti († 10. Oktober 1382), Tochter des Matteo II. Visconti – Nachkommen
- Luigi II. Gonzaga (1334–1382), ⚭ 1356 Alda d’Este (1333–1381), Tochter des Obizzo III. d’Este
- Francesco Gonzaga († 7. Juli 1369)